# Atarfe Industrial Club de Fútbol
Atarfe Industrial Club de Fútbol es un equipo de fútbol español localizado en Atarfe, en la comunidad autónoma de Andalucía. Fundado en 1970,  juega en la primera división española. Disputa partidos como local en el Estadio Municipal de Atarfe, con una capacidad de 1.000 espectadores.

## Historia
Las primeras apariciones de Atarfe jugando en los campeonatos no federados datan de 1931, según Antonio Lasso en su libro, “75 años de fútbol de Granada”.

## Temporadas
| Temporada | Nivel | División   | Posición | Copa del Rey |
| --------- | ----- | ---------- | -------- | ------------ |
| 1970/77   | —     | Regional   | —        |              |
| 1977/78   | 7     | 2ª Reg.    | 2°       |              |
| 1978/79   | 7     | 2ª Reg.    | 1°       |              |
| 1979/80   | 6     | 1ª Reg.    | 3°       |              |
| 1980/81   | 4     | 3.ª        | 17°      |              |
| 1981/82   | 4     | 3.ª        | 19°      |              |
| 1982/83   | 5     | Reg. Pref. | 15°      |              |
| 1983/84   | 5     | Reg. Pref. | 5°       |              |
| 1984/85   | 5     | Reg. Pref. | 14°      |              |
| 1985/86   | 5     | Reg. Pref. | 13°      |              |
| 1986/87   | 5     | Reg. Pref. | 5°       |              |
| 1987/88   | 5     | Reg. Pref. | 3°       |              |
| 1988/89   | 5     | Reg. Pref. | 7°       |              |
| 1989/90   | 5     | Reg. Pref. | 2°       |              |
| 1990/91   | 5     | Reg. Pref. | 2°       |              |
| 1991/92   | 4     | 3.ª        | 9°       |              |
| 1992/93   | 4     | 3.ª        | 7°       |              |
| 1993/94   | 4     | 3.ª        | 6°       |              |
| 1994/95   | 4     | 3.ª        | 11°      |              |
| 1995/96   | 4     | 3.ª        | 10°      |              |

| Temporada | Nivel | División   | Posición | Copa del Rey |
| --------- | ----- | ---------- | -------- | ------------ |
| 1996/97   | 4     | 3.ª        | 20°      |              |
| 1997/98   | 5     | Reg. Pref. | 6°       |              |
| 1998/99   | 5     | Reg. Pref. | 3°       |              |
| 1999/00   | 5     | Reg. Pref. | 3°       |              |
| 2000/01   | 5     | Reg. Pref. | 1°       |              |
| 2001/02   | 5     | Reg. Pref. | 3°       |              |
| 2002/03   | 5     | Reg. Pref. | 3°       |              |
| 2003/04   | 5     | Reg. Pref. | 5°       |              |
| 2004/05   | 5     | 1ª And.    | 12°      |              |
| 2005/06   | 5     | 1ª And.    | 5°       |              |
| 2006/07   | 5     | 1ª And.    | 3°       |              |
| 2007/08   | 5     | 1ª And.    | 3°       |              |
| 2008/09   | 5     | 1ª And.    | 4°       |              |
| 2009/10   | 5     | 1ª And.    | 4°       |              |
| 2010/11   | 5     | 1ª And.    | 9°       |              |
| 2011/12   | 5     | 1ª And.    | 3°       |              |
| 2012/13   | 4     | 3.ª        | 9°       |              |
| 2013/14   | 4     | 3.ª        | 10°      |              |
| 2014/15   | 4     | 3.ª        | 17°      |              |
| 2015/16   | 4     | 3.ª        | 15°      |              |

| Temporada | Nivel | División                   | Posición | Copa del Rey |
| --------- | ----- | -------------------------- | -------- | ------------ |
| 2016/17   | 4     | 3.ª                        | 14.º     |              |
| 2017/18   | 4     | 3.ª                        | 16.º     |              |
| 2018/19   | 4     | 3.ª                        | 19.º     |              |
| 2019/20   | 5     | División de Honor Andaluza | 9°       |              |
| 2020/21   | 6     | División de Honor Andaluza | 5°       |              |
| 2021/22   | 6     | División de Honor Andaluza | 8°       |              |
| 2022/23   | 6     | División de Honor Andaluza | 11°      |              |
| 2023/24   | 6     | División de Honor Andaluza | 11°      |              |
| 2024/25   | 6     | División de Honor Andaluza | 14°      |              |
| 2025/26   | 7     | Primera División Andaluza  |          |              |

- 15 temporadas en Tercera División

## Palmarés
Campeón Fase autonómica Copa Federación de Andalucía Oriental: (1) 1993-94